# Concierto para trompa n.º 1 (Mozart)

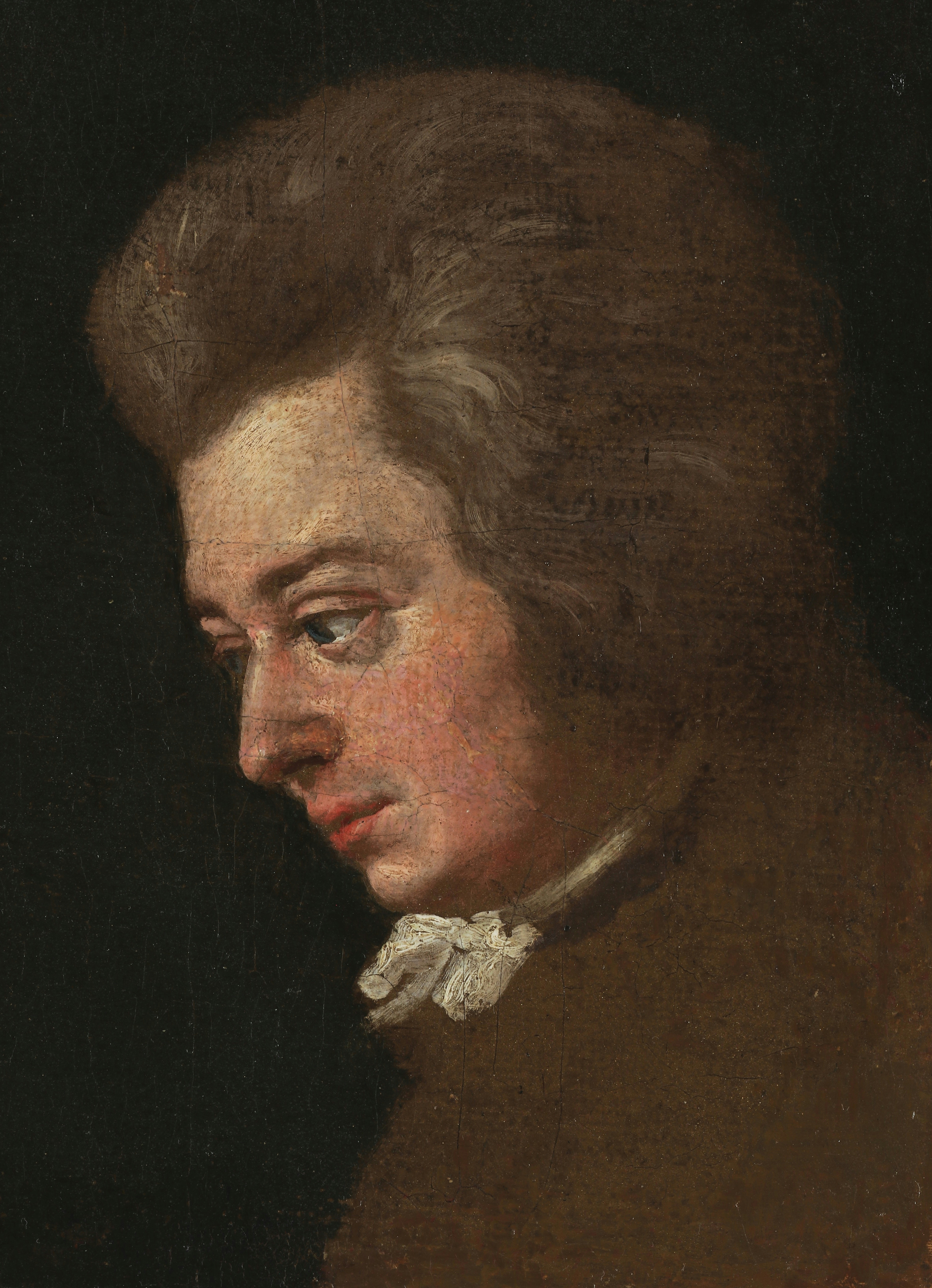
Wolfgang Amadeus Mozart

El Concierto para trompa n.º 1 en re mayor, K. 412/386b, fue escrito en 1791. 

## Particularidades de la pieza
Aunque está numerado como primero, es en realidad el último de los cuatro conciertos en ser completado. Comparado con los otros tres conciertos, es más corto en duración (dos movimientos en lugar de tres), y es mucho más simple tanto a la vista como en el registro y la técnica, quizás para facilitarle las cosas a Leutgeb, el trompa y gran amigo Mozart, cuya avanzada edad habría reducido sus capacidades. Acerca del segundo movimiento, Alan Tyson ha propuesto que pudo ser terminado por un discípulo de Mozart, Franz Xaver Süssmayr, tras la muerte del genio.
La partitura autógrafa contiene, localizada en puntos estratégicos del Rondó, una extraña nota, quizás dirigida a Leutgeb:
<<:Para ti, Sr. Burro—Vamos—rápido—sigue con eso—como un buen tipo—sé valiente—¿Has terminado ya?—para ti—bestia—oh, qué disonancia—¡Oh!—¡¡ay de mí!!—Bien hecho, pobre tipo—¡oh, dolor en los cojones!—¡Oh Dios, qué rápido!—me haces reír—ayuda—date un respiro—vamos allá, vamos allá—eso está un poco mejor—¿aún no está terminado?—¡eres un completo cerdo!—¡qué encantador eres!—¡querido mío!—¡pequeño burro!—ja, ja, ja—¡tómate un respiro!—¡Pero toca al menos una nota, inútil!—¡Aja! ¡Bravo, bravo, hurra!—Vas a torturarme por cuarta vez, y gracias a Dios que es la última—¡Oh para ya, ten piedad de mí!—Confúndelo—¿también valentía?—¡Bravo!—oh, una oveja balando—¿has terminado?—¡Gracias al cielo!—¡Basta, basta!>>
Maynard Solomon califica semejante nota como "una descripción prosaica de un encuentro sexual absurdo".

## Estructura
La obra consta de dos movimientos:
- I. Allegro.
- II. Rondó (Allegro) 6/8.[2]

## Instrumentación
Este es uno de los dos conciertos para trompa de Mozart que incluye fagotes (el otro es el KV 447), pero en este "los trata con indiferencia en el primer movimiento."

## Tonalidad
Se trata del único concierto para trompa de Mozart escrito en la tonalidad de re mayor (los otros tres están en mi bemol mayor) y el único que posee sólo dos movimientos, en lugar de los tres habituales.

## Discografía
Dada su duración (no más de 20 minutos), el Concierto se agrupa habitualmente con los otros tres conciertos para el instrumento. La versión más importante es la de Dennis Brain (noviembre de 1953), registrada para la casa EMI con la Orquesta Philharmonia de Londres, bajo la dirección de Herbert von Karajan.